# Ambiguity
Ambiguity è il terzo album in studio del gruppo musicale tedesco Brainstorm, pubblicato nel 2000.

## Tracce
1. Crush Depth – 6:06
2. Tear Down the Walls – 3:54
3. Beyond My Destiny – 8:41
4. Arena – 3:53
5. Coming Closer – 5:52
6. Darkest Silence – 0:54
7. Maharaja Palace – 5:27
8. Far Away – 5:47
9. Revenant - 4:44 (bonus track edizione limitata)
10. Demonsion – 6:36
11. Lost Unseen – 6:14
12. Perception of Life – 4:27

## Formazione
Gruppo
- Andy B. Franck – voce, cori
- Torsten Ihlenfeld – chitarra, tastiera, cori
- Milan Loncaric – chitarra, cori
- Andreas Mailänder – basso
- Dieter Bernert – batteria

Altri musicisti
- Michael "Miro" Rodenberg – tastiera
- Dirk Schlächter – cori